# Home of the Brave (2007)
Home Of The Brave is een actie/drama/oorlogsfilm uit 2007, geregisseerd door Irwin Winkler. Home of the Brave is een verhaal over hoop, bezieling en de impact die oorlog heeft op mensenlevens.

## Inhoud
Een oorlogsdokter keert terug naar huis na enkele maanden aan het Iraakse front te hebben gezeten. Maar zijn familie, vrienden en vooral zijn vrouw, herkennen hem niet meer. Met hem keren veel soldaten terug van de strijd, ieder met zo zijn eigen problemen om weer terug te keren in de 'normale' maatschappij.

## Rolverdeling
| Acteur            | Personage                       |
| ----------------- | ------------------------------- |
| Samuel L. Jackson | Will Marsh                      |
| Jessica Biel      | Vanessa Price                   |
| Brian Presley     | Tommy Yates                     |
| 50 Cent           | Jamal Aiken (as Curtis Jackson) |